# Bernardo Maria Aliprandi
Bernardo Maria Aliprandi (Monaco di Baviera, 5 febbraio 1747 – Monaco di Baviera, 19 febbraio 1801) è stato un compositore e violoncellista italiano.
Figlio del compositore e violoncellista Bernardo Aliprandi, dal 1762 fu attivo come violoncellista al servizio della corte bavarese, a Monaco, e il 9 dicembre sposò Maria Cristina Böck. Nel 1778, dopo il ritiro del padre, diventò il principale musicista di corte. Nel 1799 si ritirò con una pensione di 400 fiorini.
Lo storico tedesco Felix Joseph Lipowsky lo descrisse come un buon violoncellista e aggiunse che egli compose vari pezzi per viola da gamba.